# Jihlavská kotlina
Jihlavská kotlina je geomorfologický okrsek tvořící součást Jihlavsko-sázavské brázdy, v jejíž jihozápadní části leží. Jde o kotlinu s plochým reliéfem, která vznikla tektonickou činností. Je tvořena kordieritickými rulami a dvojslídnými žulami. Leží na ní centrum města Jihlavy. Protínají ji řeky Jihlava a Jihlávka. Zalesnění je nepatrné.